# Kupol Korolëva
Die Kupol Korolëva (englische Transkription von russisch Купол Королёва Kupol Koroljowa, deutsch ‚Koroljow-Kuppel‘) ist ein Eisdom im Schelfeisgürtel der Prinzessin-Martha-Küste des ostantarktischen Königin-Maud-Lands.
Russische Wissenschaftler benannten ihn nach dem Raketenkonstrukteur Sergei Koroljow (1907–1966), der Schlüsselfigur des sowjetischen Raumfahrtprogramms.